# Re-Birth
Re-Birth è il quinto album pubblicato dai Furia nel 2005 dalla Adipocere Records.

## Tracce
1. Dogmas Fall
2. Anthem For Kheros
3. Coma
4. Evil Spells Approval

## Formazione
- Damien - voce
- Sebastien - chitarra elettrica
- Mickael - chitarra ritmica
- Guillaume - basso elettrico
- Mehdi - tastiera
- Mederic - batteria